# حسام علي حسن
حسام علي حسن لاعب كرة قدم مصري في مركز المهاجم ، ويلعب حاليًا لنادي البداري.

## مسيرته الكروية
لعب لأندية إنبي والأسيوطي سبورت قبل الانتقال إلى نادي فاركو ومنه إلي البداري.

ظهر بمستوى جيد مع فريق الأسيوطي ؛ حيث نجح في إحراز 18 هدفًا للفريق في مسابقة دوري الدرجة الثانية الذي تأهل من خلالها إلى الدوري الممتاز ، وصعد الأسيوطي للدوري للمرة الأولى في تاريخه بعد تغلبه على بني سويف بهدفين مقابل هدف في مباراة الفريقين ضمن الجولة الخامسة والأخيرة لدوري الترقي ، وسجل حسام حسن هدفي الأسيوطي وهيثم عبد الرؤوف لبني سويف.

انضم إلى نادي البداري في سبتمبر 2016 في صفقة انتقال حر ولمدة موسم واحد ، ونجح في قيادة الفريق لتحقيق أول فوز بالقسم الثاني في 5 ديسمبر 2016 بإحرازه هدف اللقاء الوحيد من ضربة حرة أمام نادي الواسطى.

وفي 27 أغسطس 2016 أعلن مسئولو مجلس إدارة نادي البداري تجديد تعاقدهم معه بعد انتهاء فترة تعاقده وظروف قضائه لفترة بالخدمة العسكرية.